# 스윗 드라이브
《스윗 드라이브 인호진입니다》는 KBS 해피FM(수도권 FM 106.1MHz, AM 603kHz)에서 매일 저녁 6시부터 저녁 8시까지 방송되는 연예오락 전문 라디오 프로그램이다. 《두근두근 음악엔》 후속으로 신설되었다. 수도권 지역에서만 방송되며 타 지역에서는 2025년 1월 20일부터 KBS 쿨FM에서 방송 중인 《사랑하기 좋은 날 이금희입니다》가 방송된다.

## DJ
- 가수 인호진 (남)

## 방송 시간
| 방송 채널  | 방송 기간                       | 방송 시간                                                           | 방송 분량 |
| ---------- | ------------------------------- | ------------------------------------------------------------------- | --------- |
| KBS 해피FM | 2022년 7월 4일 ~ 2023년 9월 3일 | 매일 저녁 6시 ~ 저녁 8시 (본방송) 매일 새벽 1시 ~ 새벽 3시 (재방송) | 2시간     |
| KBS 해피FM | 2023년 9월 4일 ~ 2025년 2월 9일 | 매일 저녁 6시 ~ 저녁 8시 (본방송) 매일 밤 12시 ~ 새벽 2시 (재방송)  | 2시간     |
| KBS 해피FM | 2025년 2월 10일 ~ 현재          | 매일 저녁 6시 ~ 저녁 8시                                            | 2시간     |

## 같이 보기
- 연예오락